# Port lotniczy Filadelfia (Paragwaj)
Port lotniczy Filadelfia (IATA: FLM, ICAO: SGFI) – jeden z paragwajskich portów lotniczych, zlokalizowany w mieście Filadelfia.